# Helena Vondráčková & Jiří Korn – Těch pár dnů
Helena Vondráčková & Jiří Korn – Těch pár dnů – album duetów Heleny Vondráčkovej oraz Jiří Korna wydany w 2007 roku przez Supraphon. Posiada status złotej płyty.

## Spis utworów
1. Těch pár dnů
2. To pan Chopin
3. Neznámá místa
4. Slunce
5. Zatímco déšť si v listí hrál
6. A Boy Like Me, A Girl Like You
7. Každá trampota má svou mez
8. Já na bráchu blues
9. Jakobynic
10. Tančit prý je krásné
11. V ženě kdekdo se splet
12. Zvonky
13. Já to vidím jak dnes
14. My milujeme jazzband
15. To chce šmrnc a cosi navíc
16. Byl to klaun
17. Žárlivá žena
18. Cirkus
19. Tak pojď
20. Fred Astaire Medley
21. Já půjdu tam a ty tam